# Biwakovalvata biwaensis
Biwakovalvata biwaensis is een slakkensoort uit de familie van de Valvatidae. De wetenschappelijke naam van de soort werd voor het eerst geldig gepubliceerd in 1916 door Preston als Valvata biwaensis.